# Овнатанян, Каро Томасович
Овнатанян Каро Томасович (21 октября 1902, Баку — 29 июня 1970, Донецк) — советский врач-хирург, основатель донецкой школы клинической хирургии. Доктор медицинских наук (1937), профессор (1943). Заслуженный деятель науки и техники УССР (1963).

## Биография
Окончил медицинский факультет Азербайджанского государственного университета Нариманова (1927), при котором и остался работать.
В 1943—1952 годах — профессор Североосетинского медицинского института, во время войны был эвакуирован в Ереван, затем — в г. Орджоникидзе[уточнить].
В 1952—1970 годах занимал должность заведующего кафедрой факультативной хирургии Донецкого медицинского института.
Организатор первого в Украине общества анестезиологов и реаниматологов.
Автор около 320 научных работ и монографий.
Похоронен на Мушкетовском кладбище г. Донецка.

## Награды
Ордена Трудового Красного Знамени, Красной Звезды, медали.

## Память
- Именем К. Т. Овнатаняна названа кафедра хирургии в Донецком медицинском университете.
- Имя Овнатаняна носит улица в Калининском районе г. Донецка.